# Alkaid
Alkaid (von arabisch القائد, DMG al-qāʾid ‚der Anführer‘) ist der Eigenname des Sterns Eta Ursae Maioris (η UMa) im Sternbild Großer Bär. Er steht am vorderen Ende der Deichsel des  Großen Wagens. Alkaid besitzt eine scheinbare Helligkeit von 1,9 mag und ist ca. 104 Lichtjahre entfernt. Er gehört zu den  50 hellsten Sternen am Nachthimmel.
Es handelt sich bei Alkaid um einen blauweißen Hauptreihenstern von 6-facher Masse, 4-fachem Durchmesser und 460-facher Leuchtkraft der Sonne. Seine Oberflächentemperatur liegt bei 15700 K. Der Stern rotiert ungewöhnlich schnell, für ihn wurde eine projizierte äquatoriale Rotationsgeschwindigkeit v∙sin i von 195 km/s gemessen. Durch seine rasche Rotation ist er geschätzt um etwa 5 % abgeplattet.
Alkaid ist ein Veränderlicher vom Typ 53 Persei. Dies sind langsam pulsierende B-Sterne (SPB) von 3–9 Sonnenmassen. Er zeigt ganz geringfügige Helligkeitsschwankung um 0,01 mag mit einer Periode von etwa 2,8 Tagen.
Anders als die meisten anderen Sterne des Großen Wagens gehört er nicht zur sogenannten  Bärengruppe, einem Bewegungshaufen von über einhundert Sternen. Der Stern bewegt sich für Beobachter auf der Erde mit einer schnellen Eigenbewegung von etwa 122  Millibogensekunden/Jahr über den Himmel, fast in die entgegengesetzte Richtung wie bei den Sternen der Bärengruppe. Bei seiner Entfernung entspricht dies einer Geschwindigkeit von etwa 18 km/s, während er sich zusätzlich mit einer Geschwindigkeit von 13 km/s auf uns zu bewegt. Im Raum bewegt sich der Stern demnach mit einer Geschwindigkeit von etwa 23 km/s relativ zu unserer Sonne.
In der alt-arabischen Deutung wurden die drei Deichselsterne des Großen Wagens als بنات النعش / banāt an-naʿš / ‚Töchter der Totenbahre‘ angesehen, d. h. Klageweiber, die vor der Totenbahre hergehen. Der vorderste der Sterne war der قائد بنات النعش / qāʾid banāt an-naʿš / ‚Anführer der Klageweiber‘. In der traditionellen europäischen Astronomie wurde der Stern davon abgeleitet Alkaid oder auch Benetnasch genannt. Nach dem „IAU Catalog of Star Names“ der Working Group on Star Names (WGSN) der  IAU zur Standardisierung von Sternnamen wurde im Jahr 2016 dem Stern η Ursae Maioris offiziell der Name „Alkaid“ zugewiesen.

## Trivia
In Anspielung auf die Wortähnlichkeit des Eigennamens Alkaid zu  al-Qāʿida verfasste Frank-Markus Barwasser das Theaterstück Alkaid – Pelzig hat den Staat im Bett, das 2010 im  Münchner Residenztheater Premiere hatte.